# Demir Kapija
Demir Kapija (in macedone Демир Капија?) è un comune urbano della Macedonia del Nord di 4 545 abitanti (dati 2002). La sede comunale è nella località omonima.

## Geografia fisica
Il comune confina con Negotino a nord-ovest, con Konče a nord-est, con Valandovo ad est, con Gevgelija a sud-est e con Kavadarci a sud-ovest.

## Società

### Evoluzione demografica
Secondo il censimento nazionale del 2002 conta ha 4 545 abitanti. I principali gruppi etnici includono:
- Macedoni: 3 997
- Turchi: 344
- Serbi: 132
- Altri: 61.

## Località
Il comune è formato dall'insieme delle seguenti località:
- Demir Kapija (sede comunale)
- Čelevec
- Čiflik
- Barovo
- Besvica
- Bistrenci
- Dračevica
- Dren
- Iberli
- Klisura
- Košarka
- Koprišnica
- Korešnica
- Prždevo
- Strmaševo

## Fonti
Censimento macedone del 2002